# Famille nombreuse (album)
Pour les articles homonymes, voir Famille nombreuse (homonymie).
 (avril 2018).
Si vous disposez d'ouvrages ou d'articles de référence ou si vous connaissez des sites web de qualité traitant du thème abordé ici, merci de compléter l'article en donnant les références utiles à sa vérifiabilité et en les liant à la section « Notes et références ».
Albums de Les Négresses vertes
Mlah
(1988) Zig-zague
(1995)
Singles
1. Famille heureuse
Sortie : 1991
2. Sous le soleil de Bodega (Remix)
Sortie : 1992
3. Hou ! Mamma mia
Sortie : 1992
4. Face à la mer (Massive Attack Remix)
Sortie : Juin 1993

Famille nombreuse est le deuxième album du groupe de rock alternatif français Les Négresses vertes. Enregistré, mixé et réalisé par Clive Martin et Sodi, il sort en 1991 chez Delabel et Razzia Disques.
Selon l'édition française du magazine Rolling Stone, cet album est le 43e meilleur album de rock français.

## Liste des titres
| 1.    | Famille heureuse          | Rota / Canavese    | 3:57 |
| 2.    | Perpétuellement vôtre     | Rota / Canavese    | 4:05 |
| 3.    | Face à la mer             | Mellino            | 4:52 |
| 4.    | Belle de nuit             | Mellino            | 4:47 |
| 5.    | Get Some Wood             | LNV / traditionnel | 0:54 |
| 6.    | Sous le soleil de Bodega  | Rota / Mellino     | 3:27 |
| 7.    | Si je m'en vais...        | Mellino / Canavese | 3:22 |
| 8.    | Hou ! Mamma mia...        | Mellino            | 3:39 |
| 9.    | Infidèle Cervelle         | Rota / Abraham     | 4:59 |
| 10.   | La France a ses dimanches | Rota / Jo Roz      | 4:05 |
| 11.   | Sang et Nuit              | Rota / Paulus      | 3:50 |
| 12.   | Car c'est un blouze       | Rota / Paulus      | 3:11 |
| 13.   | Quai de Jemmapes          | Canavese           | 2:49 |
| 47:57 |                           |                    |      |

## Crédits
| - Helno Rota de Lourcqua : chant - Stéfane Mellino : guitare, chant - Matias Canavese : accordéon, voix - Paulus : guitare, basse, voix - Abraham Braham : trombone, voix - Michel Ochowiak : trompette, bugle, voix - Zé Verbalito : batterie - Jo Roz : piano, guitare, voix - Julo Rambelson : percussions, voix - Iza Mellino : percussions, voix - Ortoli : percussions | - Production, enregistrement, mixage : Clive Martin, Sodi - Mastering : Kevin Metcalfe - Artwork : Gégé Lo Monaco, Objectif Lune - Photographie : Moustique, Zir Loye |